# جت‌استار

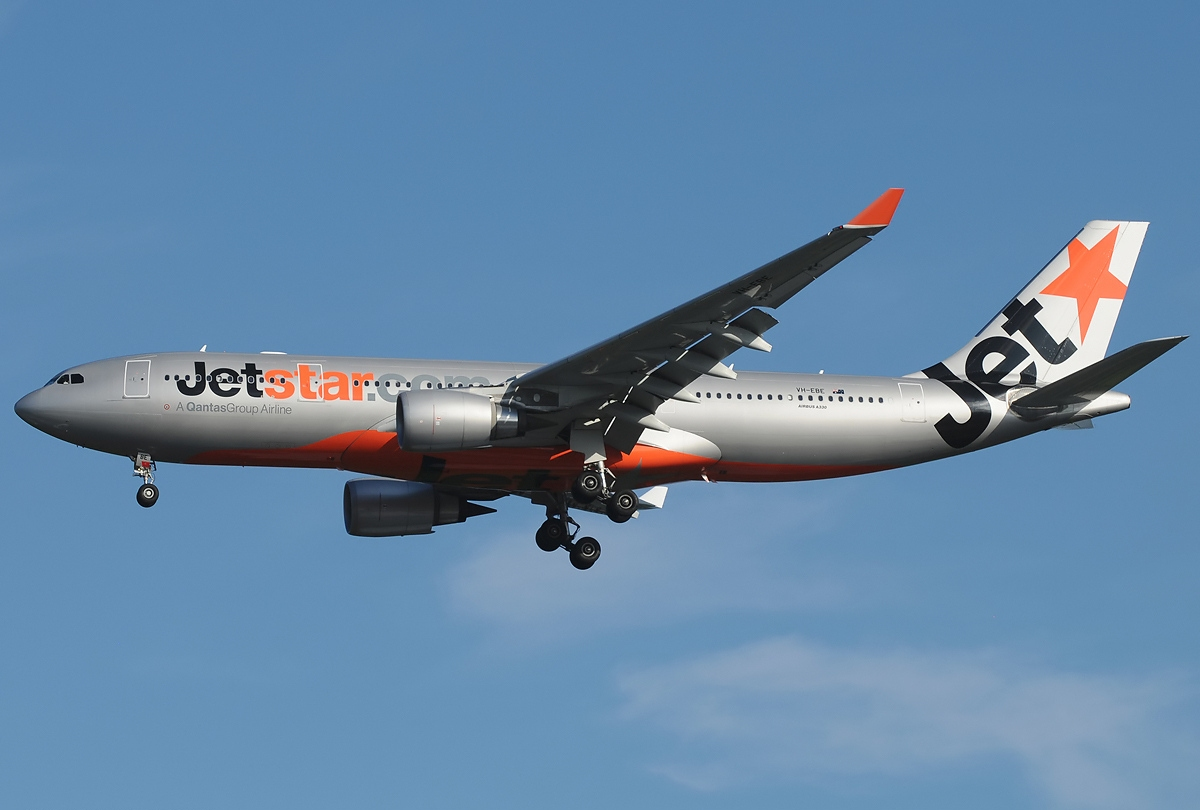
هواپیمای ایرباس ای۳۳۰ متعلق به جت‌استار

جت‌استار، (به انگلیسی: Jetstar) شرکت هواپیمایی ارزان‌قیمت استرالیایی است، که در سال ۲۰۰۳ توسط خطوط هواپیمایی کانتاس، با هدف رقابت با شرکت ویرجین استرالیا، تأسیس شد. این شرکت در حال حاضر به‌عنوان زیرمجموعه‌ای از کانتاس، مدیریت بخش ترابری ارزان‌قیمت این شرکت را برعهده دارد و روزانه به ۳۵ مقصد، در آسیای شرقی، آسیای جنوب شرقی، اقیانوسیه و آمریکای شمالی پروازهای مستقیم دارد.
دفتر مرکزی شرکت جت‌استار در شهر ملبورن، استرالیا قرار دارد و فرودگاه ملبورن، فرودگاه بریزبن، فرودگاه سیدنی، فرودگاه گولد کوست و فرودگاه کنز، قطب‌های این شرکت هواپیمایی به‌شمار می‌آیند. شرکت جت‌استار در حال حاضر در ناوگان هوایی خود، دارای ۷۳ فروند هواپیمای جت مسافربری می‌باشد.